# Sajósenye
Sajósenye là một thị trấn thuộc hạt Borsod-Abaúj-Zemplén, Hungary. Thị trấn này có diện tích 8,47 km², dân số năm 2010 là 453 người, mật độ 53 người/km².